# 紙杯

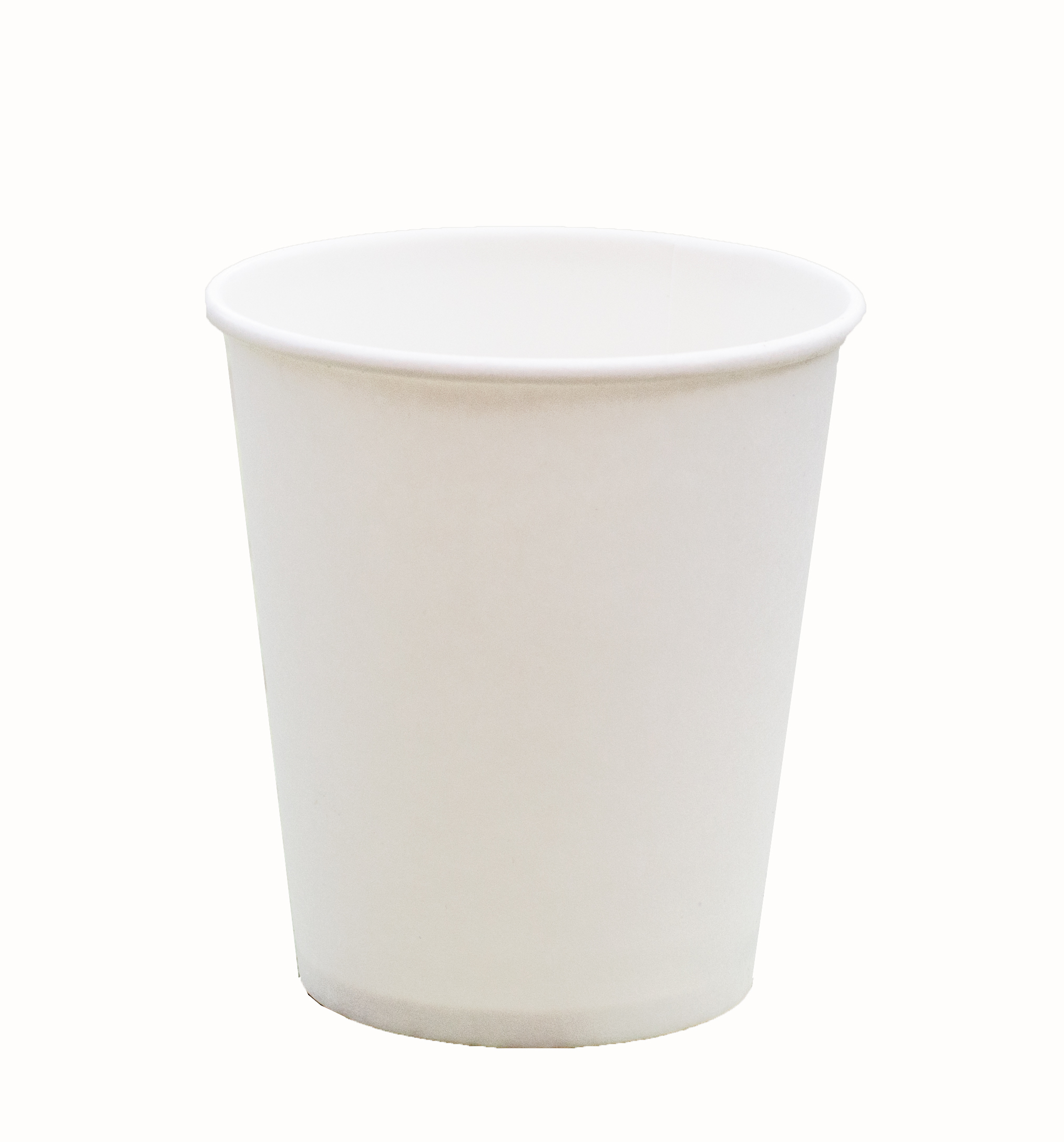
單色紙杯

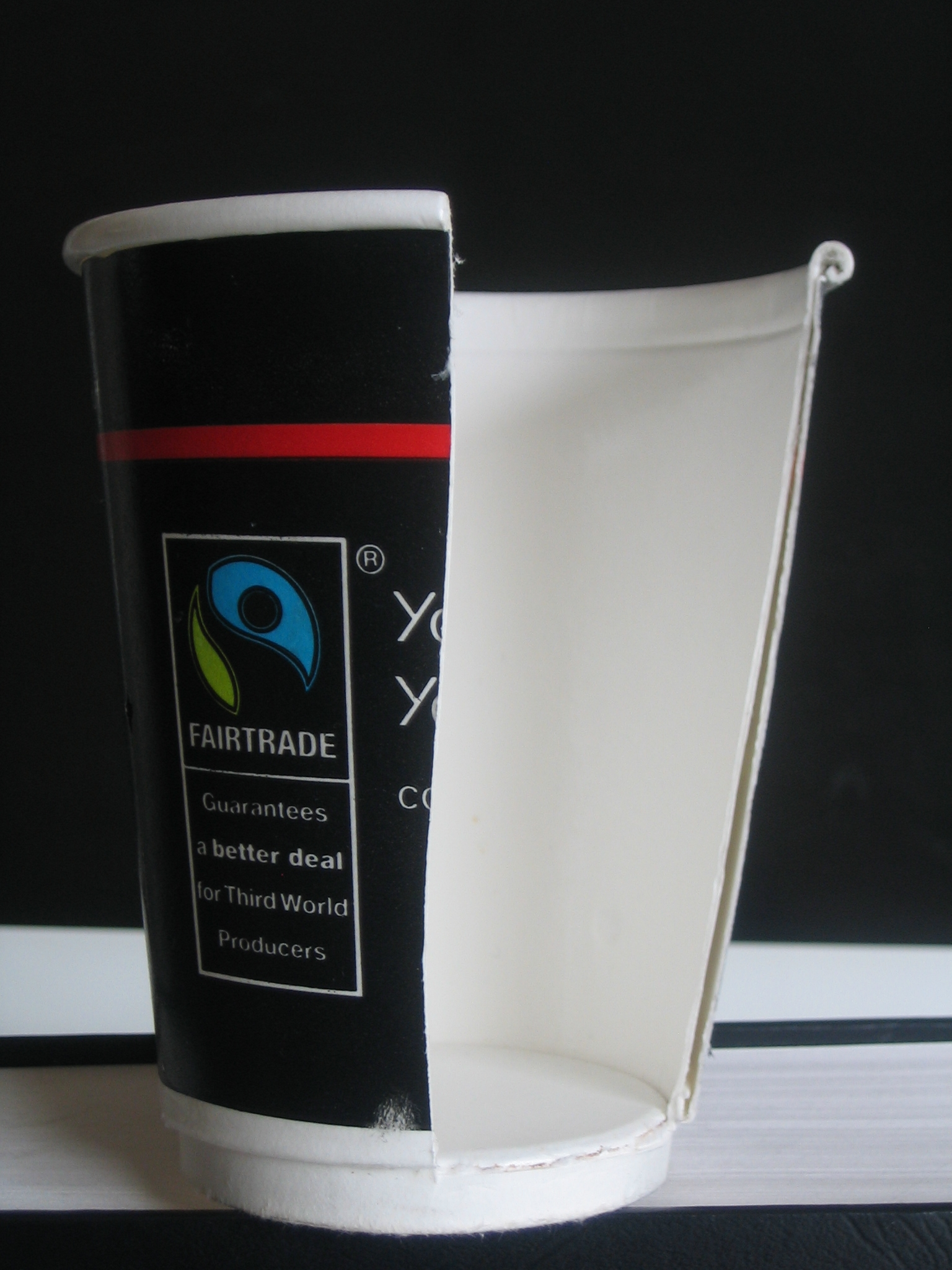
熱飲用的絕緣紙杯，切開來顯示空氣層

紙杯（英語：Paper cup）是由紙製成的一次性杯子，並且通常用塑料或蠟加襯或覆蓋，以防止液體洩漏或浸透紙張。它可以是由再生環保紙製成，而且在世界各地廣泛使用。

## 歷史
紙杯已在中國的文獻中有記載，紙在公元前2世紀發明。紙杯被用於供應茶水。他們製造了不同的大小和顏色，並且有裝飾設計。紙杯的文字證據來自杭州市禹家財產中的描述。
現代的紙杯是在20世紀發明的。在20世紀初期，在水源（例如學校水龍頭或火車上的水桶）中共用玻璃杯或杓子是很常見的。這種共用引起了公共健康問題。對其使用的重大調查研究是來自拉法耶特學院的生物學教授Alvin Davison，根劇在賓夕法尼亞州伊斯頓公立學校的研究，他於1908年8月在《技術世界雜誌》（Technical World Magazine）上發表了引起轟動的標題「學校飲用杯中的死亡」（Death in School Drinking Cups）。這篇文章在1909年11月由麻省衛生局重印和分發。
基於這些擔憂，而且因為紙製品（特別是在1908年迪克西杯〔Dixie Cup〕發明之後）變得便宜和乾淨可用，當地便通過禁令來禁用共用杯。首批使用一次性紙杯的其中一間鐵路公司是拉克瓦納鐵路公司，他們在1909年開始使用紙杯。到1917年，公共玻璃杯已經從鐵路車廂消失，取而代之的是紙杯，即使在尚未禁用公用玻璃杯的管轄區域裡。
出於健康原因，紙杯也在醫院中使用。1942年，美國麻省洲立大學在一項研究中發現，使用可清洗的玻璃杯在消毒後重新使用的成本是使用一次性紙杯成本的1.6倍。這些研究以及交叉感染風險的降低都鼓勵了醫院使用紙杯。

### 迪克西杯
迪克西杯（Dixie Cup）是一系列一次性紙杯的品牌名稱，該紙杯於1907年由麻省波士頓的律師Lawrence Luellen在美國首先發明，該律師擔心人們在飲用水的公共場所共用玻璃杯或杓子會傳播細菌。Luellen發明了一種帶有一次性杯子的冰水售賣機，並與另一波士頓人休伊·摩爾一起著手廣告宣傳活動，以教育公眾並銷售他的機器，而主要銷售給鐵路公司。Davison教授的研究有助於廢除公共玻璃杯並為紙杯打開大門。不久，這種花費一分錢就可以給予清涼水的裝置便成為火車上的標准設備。

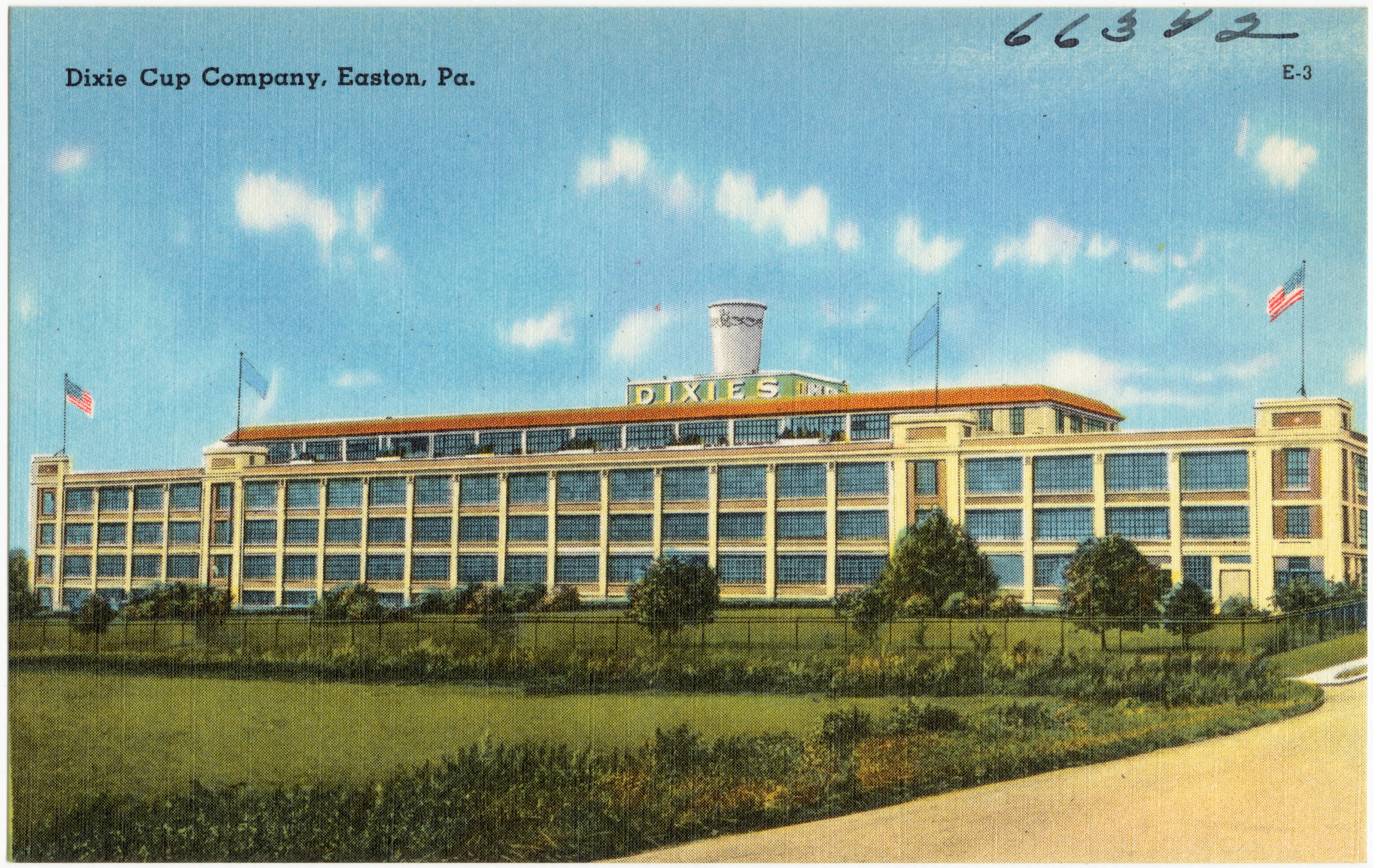
迪克西杯公司，賓夕法尼亞州

迪克西杯在第一次是被稱為「健康盃」（Health Kup），但從1919年起，它的名字由Alfred Schindler在紐約的迪克西娃娃公司（Dixie Doll Company）所製作的一系列娃娃命名的。其成功令這間公司稱自己為迪克西杯公司（Dixie Cup Corporation），並搬移到賓夕法尼亞州威爾遜的一間工廠。工廠的頂部是一個杯形大水箱。
1957年，迪克西與美國罐頭公司合併。James River Corporation公司於1982年購買了美國罐頭公司的紙張業務。James River公司的資產現在是喬治亞太平洋公司的一部分，喬治亞太平洋公司是美國第二大私人公司科氏工業集團的子公司。1983年，生產轉移到賓夕法尼亞州福克斯（Forks）的一間現代化工廠。在威爾遜的原本工廠從此一直空著。工廠的關閉也導致聯合鐵路公司放棄Easton＆Northern鐵路分公司，其中迪克西杯公司是最後一個主要客戶。
1969年，迪克西杯的標誌由索爾·巴斯創作，他是一位設計電影片頭而聞名的平面設計師。
贈券收集問題有時被稱為迪克西杯問題。

## 環境影響

### 回收利用
大多數紙杯設計為一次性使用，之後丟棄。由於污染問題和相關法規，很少有再生紙用於製造紙杯。由於大多數紙杯都塑膠塗層（聚乙烯），因此紙杯的堆肥和回收並不常見，因為在回收過程中很難分離聚乙烯，如果沒有這樣的工廠，這些紙杯就會被送到垃圾掩埋場或焚燒。
造紙通常需要無機化學品，並會產生廢水。紙杯可能比聚苯乙烯泡沫塑膠杯（其唯一主要廢水是戊烷）消耗更多的不可再生資源。

## 紙張與塑料
一份關於紙杯和塑膠杯的生命週期對比清單顯示，兩者對環境的影響並不明顯。
聚乙烯是一種塗在紙杯上的石油基塗層，可以減緩其塗層紙張的生物降解過程。
聚乳酸 是一種可生物降解的生物塑膠塗層，用於某些紙杯。 雖然聚乳酸內襯紙杯並不是唯一可以完全堆肥的產品，但它是可堆肥材料的一個例子。聚乳酸是一種生物可分解塑膠，在工業堆肥環境下可以分解。不過，聚乳酸並非在任何情況下都能完全分解，需要一定的溫度和濕度條件，且在自然環境下可能無法有效分解。
2022年7月1日，中華民國環境部已經禁止餐飲業不得提供保麗龍材質的一次性飲料杯。 

## 蓋子

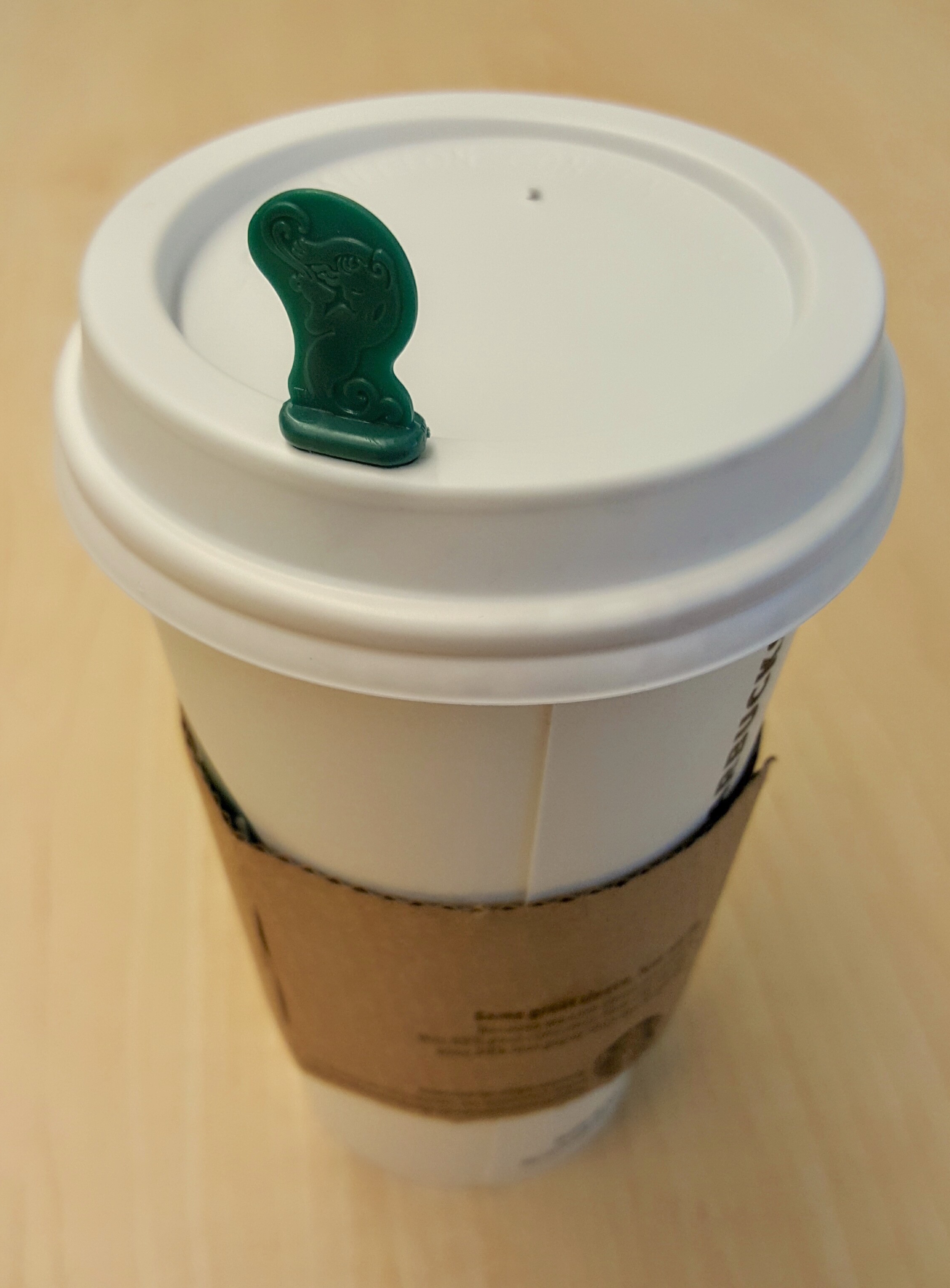
帶有塑膠蓋和“防濺棒”的紙質咖啡杯。

紙杯可能有各種類型的蓋子。例如，用於盛放飲料的紙杯通常有兩種蓋子：用於小型「單份」容器的熱封鋁箔蓋；以及用於大型「家庭裝」容器的 按壓式可重複密封塑膠蓋。對於這類容器，飲料不會一次全部喝完，因此需要能夠重新蓋上容器。
用紙杯出售的熱飲可能會配有塑膠杯蓋，以保持熱度並防止溢出。這些杯蓋上有一個小孔，可以透過這個小孔啜飲飲料。塑膠杯蓋有許多特點，包括可撕開的拉環、用於保護美味熱飲泡沫的凸起壁以及壓花文字。 2008年，星巴克在部分門市推出了塑膠“防濺棒”，以堵住杯蓋上的小孔，此前顧客抱怨熱咖啡會從塑膠杯蓋上濺出來。.